# WASP-11/HAT-P-10
WASP-11/HAT-P-10 è una stella nana arancione situata nella costellazione di Perseo che si trova a 408 anni luce di distanza. La stella appartiene alla classe spettrale K3V ed ha una magnitudine apparente di 12, pertanto risulta invisibile ad occhio nudo.

## Sistema planetario
Nel 2008 è stato scoperto un pianeta extrasolare orbitante attorno alla stella, WASP-11b/HAT-P-10 b.
| Pianeta | Tipo            | Massa            | Periodo orb.    | Sem. maggiore | Eccentricità |
| ------- | --------------- | ---------------- | --------------- | ------------- | ------------ |
| b       | Gigante gassoso | 0.460 ± 0.028 MJ | 3.722469 giorni | 0.0439 UA     | 0            |